# Jiseul
Pour plus de détails, voir Fiche technique et Distribution.
Jiseul (hangeul : 지슬: 끝나지 않은 세월 2 ; RR : Jiseul - Kkeunnaji Aneun Sewol 2 ; MR : Chisŭl ; litt. « Pomme de terre, ») est un film sud-coréen réalisé par O Muel, sorti en 2012.
Il traite du massacre de civils par l'armée lors du soulèvement de Jeju en 1948 et s'intéresse en particulier à un groupe de 120 villageois réfugiés dans une grotte près de Seogwipo.
Il est présenté au Festival international du film de Busan, en 2012.

## Synopsis
En novembre 1948, à la suite du soulèvement de Jeju, l'état-major américaine en Corée du Sud émet une consigne indiquant que tous les habitants vivant à cinq kilomètres des côtes de l'île Jeju sont des rebelles communistes et peuvent être abattus à vue par les forces sud-coréennes. Quand les habitants d'un village reçoivent l'ordre d'éviction, ils ne parviennent pas à le lire et ils décident de se réfugier dans une grotte.

## Fiche technique
Sauf indication contraire ou complémentaire, les informations mentionnées dans cette section peuvent être confirmées par la base de données Hancinema
- Titre original : 지슬: 끝나지 않은 세월 2, Jiseul - Kkeunnaji Aneun Sewol 2
- Titre français : Jiseul
- Réalisation et scénario : O Muel
- Musique : Jun Song-e
- Photographie : Yang Jeong-hoon
- Montage : Lee Do-hyeon
- Production : Ko hyeok-jin
- Sociétés de production : Japari Film et Seolmundae Film[3]
- Société de distribution : JinJin Pictures[4]
- Pays d’origine :  Corée du Sud
- Langue originale : coréen
- Format : noir et blanc
- Genre : guerre dramatique
- Durée : 108 minutes
- Dates de sortie[5] :
  - Corée du Sud : 6 octobre 2012 (Festival international du film de Busan) ; 21 mars 2013 (sortie nationale)
  - France : 22 avril 2015

## Distribution
Sauf indication contraire ou complémentaire, les informations mentionnées dans cette section peuvent être confirmées par la base de données Hancinema
- Lee Kyeong-joon : Kyeong-joon
- Hong Sang-pyo : Sang-pyo
- Moon Seok-beom : l'oncle de Won-sik
- Yang Jeong-won : Yong-pil
- Park Soon-dong : Moo-dong
- Seong Min-cheol : Man-cheol
- Jo Eun : Choon-ja
- Jang Kyeong-seop : le sergent Kim
- Eo Sung-wook : Sang-deok
- Kim Hyeong-jin : Dong-soo
- Baek Jong-hwan : Baek Sang-byeong
- Choi Eun-mi : la femme de Moo-dong
- Son Wook : Byeong-ho
- Kang Hee : Soon-deok
- Kim Soon-deok : la mère de Soon-deok
- Kim Dong-ho : le père de Soon-deok
- Joo Jeong-ae : Joo Jeong-gil
- Jo I-joon : Saeng-i, mère de Moo-dong
- Son Yoo-kyeong : Choon-seop

## Production
Ce film a disposé d'un petit budget de 210 millions de won sud-coréen (soit 163 000 euros en 2018) obtenu par un financement participatif[réf. nécessaire].

## Accueil
Il est présenté, le 6 octobre 2012, au Festival international du film de Busan (Corée du Sud), ainsi que, le 19 janvier 2012, au Festival du film de Sundance 2013 (États-Unis), où il remporte le Grand prix du jury international,

## Distinctions
Sauf indication contraire, les informations mentionnées dans cette section peuvent être confirmées par la base de données cinématographiques IMDb,  présente dans la section « Liens externes ».

### Récompenses
- Festival international du film de Busan 2012 :
  - Prix d'audience O Muel
  - Prix DGK pour O Muel
  - Prix Movie Collage pour O Muel
  - Prix NETPAC pour O Muel
- Buil Film Awards 2013 : prix Yu Hyeon-mok
- Festival du film de Sundance 2013 : Grand prix du jury (fiction internationale)
- Festival international des cinémas d'Asie de Vesoul 2013 : co-lauréat du Cyclo d'or